# Yemen: The Silent War
Yemen: The Silent War (em português:  Iêmen: a guerra silenciosa) é um curta-metragem documentário de 2018 dirigido pelo cineasta iemenita Sufian Abulohom sobre a Guerra do Iêmen. O documentário de 11:26 minutos conta a história de iemenitas vivendo no campo de refugiados de Marcazi . 

## Sinopse
O documentário conta as histórias de refugiados iemenitas que vivem no campo de refugiados de Marcazi. Após o início da guerra no Iêmen, no início de 2015, mais de 3 milhões de pessoas foram deslocadas internamente e cerca de 180.000 pessoas fugiram do país. Milhares de refugiados iemenitas retornaram ao Iêmen preferindo a incerteza da guerra do que as condições dos campos. De acordo com a atualização da operação interinstitucional do Alto Comissariado das Nações Unidas para os Refugiados (ACNUR) em outubro de 2017, um total de 2.170 iemenitas permanece no campo de refugiados de Marcazi em Obock, Djibuti.

## Recepção
| Críticas profissionais | Críticas profissionais |
| Avaliações da crítica  | Avaliações da crítica  |
| Fonte                  | Avaliação              |
| ---------------------- | ---------------------- |
| UK Film Review         | 4 de 5 estrelas.       |
| The Independent Critic | A-                     |
| Indie Shorts Mag       | 4 de 5 estrelas.       |
| Indyred                | 3.5 de 5 estrelas.     |

O filme foi elogiado pelo uso da animação de desenho à mão descrita por Richard Propes, do The Independent Critic, como "A decisão mais chocante de Abulohom".
Propes também descreveu o documentário como "um filme devastador para experimentar" e elogiou a capacidade de Abulohom de capturar histórias "de uma maneira simples, mas poderosa".
Chris Olson, da UK Film Review, chamou de "visceralmente triste" e "emocionalmente feroz".
Nimisha Menon, da Indie Shorts Mag, descreveu o filme como uma representação brutal de tempos ainda mais brutais.

## Prêmios e indicações
| Ano  | Prémio             | Categoria                             | Ref.  |
| ---- | ------------------ | ------------------------------------- | ----- |
| 2019 | DOC LA             | Melhor documentário animado           | [ 1 ] |
| 2018 | Impact Docs Awards | Melhor curta-metragem de documentário |       |

## Ligações externos
- Documentário Iêmen: a guerra silenciosa